# Vladislav Dudák
Vladislav Dudák (7. srpna 1958 Řevnice – 31.října 2024 Praha) byl český filozof, historik architektury, učitel, spisovatel a nakladatelský redaktor.

## Životopis
Po absolvování gymnázia v Radotíně v letech 1977–1982 vystudoval filozofii a historii na filozofické fakultě Karlovy univerzity, studia zakončil diplomovo prací s titulem Pojetí člověka a prvky nového způsobu života v díle N. G. Černyševského, doktorát získal v roce 1983. Do praxe vstoupil jako knihovník v Orientálním ústavu Československé akademie věd v Praze (1983–1994), tehdy sídlícím ve Velkopřevorském paláci na Malé Straně.
V roce 1994-1995 pracoval jako redaktor v Encyklopedickém ústavu ČSAV a v letech 1994–1998 jako redaktor v encyklopedickém nakladatelství Diderot. Po jeho krachu nastoupil do nakladatelství Baset, kde byl redaktorem spoluautorem a editorem čtyř svazků encyklopedie Příroda, historie, život. Dále vyučoval jako učitel základní školy a posléze středoškolský profesor občanské nauky, filozofie a etiky. Prošel postupně třemi pražskými gymnázii Na Zatlance (1989–1982), Italským gymnáziem v Praze 8 – Bohnicích až po soukromé gymnázium Evolution v Praze 4 na Jižním Městě (2008–2018), kde vyučoval také dějiny umění. Ke svému předmětu vydal také učebnici.
Externě přednášel filozofii vědy na dvou vysokých školách, na Husitské teologické fakultě UK (1993–1994) a na Fakultách strojní a jaderné fyziky ČVUT v Praze. Tam v roce 1993 napsal ke svému předmětu skripta.
Dále pracoval jako autor a redaktor také pro Ottovo nakladatelství, nakladatelství Práh a Cattacan. Dvě desetiletí až do své smrti zůstal externím redaktorem a autorem pražského nakladatelství Baset., na některých titulech spolupracoval se svou manželkou Alicí Dudákovou, rovněž redaktorkou.
Sám sebe charakterizoval jako zmateného filozofa. Svými názory na svět a postoji filosofie všedního dne přispíval v letech 2008–2010 do pořadu Myšlenkování Českého rozhlasu Dvojka, dále se v letech 2015–2022 vyjadřoval k aktuálním otázkám ve svém blogu na Aktuálně.cz.